# Spolek Ametyst
Spolek Ametyst je český spolek, které se zabývá environmentální výchovu a praktickou ochranou přírody.
Sdružení vzniklo v roce 1999 a je členem Sdružení středisek ekologické výchovy Pavučina, koordinátorem projektu Metodika a realizace komplexní ekologické výchovy v Plzeňském kraji. Dlouhodobě spolupracuje s Krajským centrem vzdělávání a Jazykovou školou KCVJŠ) v Plzni.
Od roku 2004 provozuje Ametyst terénní stanici ekologické výchovy v Prusinách (část obce Nebílovy), v níž organizuje rozmanité ekovýchovné akce pro děti.
Od roku 2009 realizuje projekt Labyrint (Inovativní projekty environmentální výchovy), který pomáhá školám v Plzeňském kraji s uskutečňováním projektů zaměřených na životní prostředí. Výstupem projektu jsou i webové stránky, na kterých je zveřejněna řada materiálů pro učitele.
V oblasti ochrany přírody se zaměřuje například na tetřívka obecného. Věnuje se i mezinárodním projektům zaměřenýcm na ochranu životního prostředí v tzv. Zeleném pásu Evropy.